# 双独两孩
双独两孩，又称双独二孩、双独二胎，是中国大陆的一项计划生育政策，允许双方都是独生子女的夫妇生育两个孩子。1984年起各地陆续实施。调查统计显示，双独两孩政策影响甚微，但這警訊並沒有得到充分重視。直到2014年，双独两孩政策才被单独两孩政策取代。

## 历史
1980年起，除部分少数民族和部分边疆地区农村实行更宽松的政策，一胎化政策在全国城乡陆续推行。1982年2月，中共中央、国务院发布指示要求“农村普遍提倡一对夫妇只生育一个孩子，某些群众确有困难要求生二胎的，经过审批可以有计划地安排”。此后，许多省份放开了农村双独两孩。
1984年4月，中共中央批转的文件中提出“1982年规定了农村有十种情况可以生二胎……我们考虑再增加几项”。此后，各省份陆续推行双独两孩政策。1984年，所有直辖市和十余省放开双独两孩。截至1992年，只剩下甘肃、内蒙古、湖北、河南四省区未放开双独两孩。2002年至2011年间，这四个省区也陆续放开双独两孩。
随着计划生育工作的开展，中国的生育率迅速下降，1990年代初降低到世代更替水平以下。2000年普查和2010年普查数据分别为1.22和1.18，已达世界最低水平，仅为世界平均水平的一半。
2013年11月，《中共中央关于全面深化改革若干重大问题的决定》提出“启动实施一方是独生子女的夫妇可生育两个孩子的政策”（单独两孩）。2014年，各省份陆续以单独两孩替代双独两孩。

## 各地实施时间
| 排序   | 地区             | 农村双独两孩实施时间                                               | 双独两孩实施时间                                     | 政策依据 |
| ------ | ---------------- | ------------------------------------------------------------------ | ---------------------------------------------------- | --- |
| 1      | 山东省           | 1982年7月29日                                                      | 1984年5月10日                                        | 省计生局《关于掌握二胎生育问题的通知》（[82]鲁计育办字15号）；省委《关于二胎生育政策的暂行规定》（鲁发[1984]17号）                                                                               |
| 2      | 广东省           |                                                                    | 1984年6月12日                                        | 广东省委、省政府批转《全省计划生育工作会议纪要》（粤发[1984]28号） |
| 2 (22) | 海南省           |                                                                    | 1984年6月12日                                        | 广东省委、省政府批转《全省计划生育工作会议纪要》（粤发[1984]28号） |
| 3      | 江苏省           |                                                                    | 1984年7月1日                                         | 省委、省政府批转省计生委《关于继续抓紧抓好计划生育工作的报告》（苏发[1984]25号） |
| 4      | 四川省           | 1984年7月1日                                                       | 1984年7月11日                                        | 四川省计生委《关于扩大农村照顾二胎面的通知》（川计生委字[1984]64号）；四川省计生委《关于照顾生二胎的补充规定和若干具体政策问题的说明》（1984年）                                                 |
| 4 (27) | 重庆市           | 1984年7月1日                                                       | 1984年7月11日                                        | 四川省计生委《关于扩大农村照顾二胎面的通知》（川计生委字[1984]64号）；四川省计生委《关于照顾生二胎的补充规定和若干具体政策问题的说明》（1984年）                                                 |
| 5      | 贵州省           |                                                                    | 1984年7月27日                                        | 省委、省政府《关于认真贯彻中共中央批转国家计划生育委员会党组〈关于计划生育工作情况的汇报〉的通知》（省发[1984]16号）                                                                             |
| 6      | 黑龙江省         | 1983年1月31日                                                      | 1984年8月2日 （1984年8月2日至1990年1月31日单独两孩） | 省委、省政府《黑龙江省计划生育若干规定》（黑发[1983]10号）；省委、省政府《黑龙江省计划生育若干规定》的补充规定（1984年）                                                                         |
| 7      | 河北省           | 1982年5月1日                                                       | 1984年8月6日                                         | 省委、省政府《关于计划生育工作若干问题的试行规定》（冀发[1982]39号）；省委、省政府《关于印发〈全省计划生育工作会议纪要〉的通知》（冀发[1984]30号）                                               |
| 8      | 吉林省           |                                                                    | 1984年8月18日                                        | 省政府《关于计划生育具体政策的补充规定》（吉政发[1984]111号） |
| 9      | 天津市           | 1983年初 （农村单独两孩）                                          | 1984年9月1日                                         | 市政府《关于农村生育第二个子女的规定》（津政发[1983]28号）；市政府《关于生育第二个子女的规定》（津政发[1984]126号）                                                                              |
| 10     | 辽宁省           |                                                                    | 1984年9月24日                                        | 省委《批转省计划生育委员会党组〈关于全面贯彻中发[1984]7号文件精神的意见〉》（辽委发[1984]31号）                                                                                                  |
| 11     | 北京市           | 1983年1月1日                                                       | 1984年10月1日                                        | 市政府《转发市计划生育委员会〈关于进一步做好计划生育工作几个具体问题的规定〉的通知》（京政发[1982]138号）；市政府《转发市计划生育委员会〈关于生育第二个孩子的规定〉的通知》（京政发[1984]104号） |
| 11     | 上海市           |                                                                    | 1984年10月1日                                        | 市委、市政府批转《关于计划生育工作情况和今后意见的报告》（沪委[1984]150号） |
| 13     | 福建省           |                                                                    | 1984年11月1日                                        | 省政府《关于生育政策的补充规定》（闽政[1984]82号） |
| 14     | 安徽省           |                                                                    | 1984年12月1日                                        | 《安徽省实行计划生育若干规定》（1984年） |
| 15     | 湖南省           |                                                                    | 1985年1月1日                                         | 省政府《关于二胎生育的暂行规定》（湘政发[1984]42号） |
| 16     | 浙江省           | 1984年7月20日                                                      | 1985年2月9日                                         | 《浙江省人民政府关于二胎生育政策的暂行规定》（浙政[1984]38号）；《浙江省计划生育条例》（1985年）                                                                                                 |
| 17     | 广西壮族自治区   |                                                                    | 1985年4月3日 （1985年4月03至1988年12月31日单独两孩） | 自治区政府《关于贯彻执行国家计划生育政策的若干规定》（桂政发[1985]46号） |
| 18     | 青海省           | 农村困难户普遍两孩                                                 | 1986年4月17日                                        | 《青海省计划生育条例》（1986年） |
| 19     | 陕西省           |                                                                    | 1986年7月31日                                        | 《陕西省计划生育条例》（1986年） |
| 20     | 宁夏回族自治区   | 农村普遍两孩                                                       | 1986年8月28日                                        | 《宁夏回族自治区计划生育暂行规定》（1986年） |
| 21     | 山西省           | 1982年12月1日                                                      | 1987年1月1日                                         | 省政府《关于计划生育的若干规定》（1982年）；省政府《关于继续认真贯彻〈关于计划生育的若干规定〉的通知》（晋政发[1986]101号）                                                                      |
| 23     | 江西省           | 1983年1月18日                                                      | 1990年9月1日                                         | 省政府《关于印发〈江西省计划生育若干问题的暂行规定〉的通知》（赣府发[1983]2号）；《江西省计划生育条例》（1990年）                                                                                |
| 24     | 云南省           | 农村困难户普遍两孩（大中城市的郊区、人口稠密或者生态恶化地区从严） | 1991年4月1日                                         | 《云南省计划生育条例》（1990年） |
| 25     | 西藏自治区       | 农牧民提倡不超过三孩                                               | 1992年5月8日                                         | 《西藏自治区计划生育暂行管理办法（试行）》（藏计育字[1992]06号） |
| 26     | 新疆维吾尔自治区 | 农牧民普遍两孩                                                     | 1992年7月1日                                         | 《新疆维吾尔自治区计划生育条例》（1992年）；自治区党委批转自治区计划生育委员会党组《关于计划生育工作的汇报》（新党发[1985]13号）？                                                               |
| 28     | 甘肃省           | 1984年4月22日至1989年12月31日                                      | 2002年9月27日                                        | 省委办公厅、省政府办公厅转发《全省计划生育工作会议纪要》（省委办发[1984]70号）；《甘肃省计划生育条例》（1989年）；《甘肃省人口与计划生育条例》（2002年）                                         |
| 29     | 内蒙古自治区     |                                                                    | 2002年12月1日                                        | 《内蒙古自治区人口与计划生育条例》（2002年） |
| 30     | 湖北省           | 1984年7月26日至1988年2月29日                                       | 2003年1月1日                                         | 省委《批转省计划生育委员会党组〈关于大力抓紧抓好计划生育工作意见的报告〉的通知》（鄂发[1984]33号）；《湖北省计划生育条例》（1987年）；《湖北省人口与计划生育条例》（2002年）                     |
| 31     | 河南省           | 1984年5月7日至1990年6月30日                                        | 2011年11月25日                                       | 省委、省政府《关于进一步加强计划生育工作的通知》（豫发[1984]60号）；《河南省计划生育条例》（1990年）；《河南省人口与计划生育条例》（2011年）                                                     |

注：海南1988年建省、重庆1997年设直辖市之前就已经实行双独两孩政策。

## 影响
调查统计显示，双独两孩政策影响甚微，因此中國人口的增長率，尤其是漢族人口的增長率，在未來仍會持續下降。
河南省2011年前曾预测，放开双独两孩将使全省每年将多出生1.8万人左右。然而据统计，政策放开两年后，全省申请双独两孩生育指标的只有600多例。
上海市2012年调查显示，该市户籍80后家庭约有80%的夫妻双方都是独生子女，根据政策可生育两孩，但平均生育意愿仅为1.2个孩子，而且有生育愿望并不代表实际的生育行为。上海户籍人口二孩率仅为8%左右。
有人指出，双独家庭本来就要赡养四位老人，再抚养两个孩子负担非常沉重。